# 新秋津駅
新秋津駅（しんあきつえき）は、東京都東村山市秋津町五丁目にある、東日本旅客鉄道（JR東日本）武蔵野線の駅である。駅番号はJM 31。

## 歴史
- 1973年（昭和48年）4月1日：日本国有鉄道（国鉄）の駅として開業[1]。開業当初に自動改集札機が試験設置された12駅の一つ。開業前の仮称は「新村山」だった[3]。
- 1987年（昭和62年）4月1日：国鉄分割民営化に伴い、東日本旅客鉄道（JR東日本）の駅となる[1]。
- 2001年（平成13年）11月18日：ICカード「Suica」の利用が可能となる[報道 1]。
- 2023年（令和5年）
  - 1月31日：みどりの窓口の営業を終了[4][5]。
  - 2月1日：話せる指定席券売機を導入[4][5]。

## 駅構造
地下1階部分に相対式ホーム2面2線と中央に1線の待避線を有する掘割駅。駅本屋の施工は清水建設が担当した。駅カラーは黄色。
武蔵野統括センターが管理するJR東日本ステーションサービス受託の業務委託駅。ただし、お客さまサポートコールシステムが導入されており、早朝は遠隔対応のため改札係員は不在となる。1階に改札口（自動改札機設置）およびコンコースがあり、多機能券売機、指定席券売機、話せる指定席券売機、VIEW ALTTE（ATM）、トイレがある。かつてはKIOSK、NEWDAYS、BECK'S COFFEE SHOP、ジューサーバー（2006年7月開業）の構内店舗が出店していたが、ジューサーバーは2009年（平成21年）2月末をもって閉店。代わりにハニーズバーが出店している。また、その他の3店舗は新秋津駅ビル建設のため、キヨスクは2012年（平成24年）2月10日、NEWDAYSは2012年2月13日、BECK'S COFFEE SHOPは2012年2月末にそれぞれ閉店した。
建設を進めていた新秋津駅ビルに関しては、2012年11月1日に予定通り完成し「ビーンズアネックス新秋津」としてNEWDAYS再出店の他に4店舗（現在は3店舗）が入居した。

### のりば
| 番線 | 路線     | 方向 | 行先                       |
| ---- | -------- | ---- | -------------------------- |
| 1    | 武蔵野線 | 上り | 西国分寺・府中本町方面     |
| 2    | 武蔵野線 | 下り | 南浦和・新松戸・西船橋方面 |

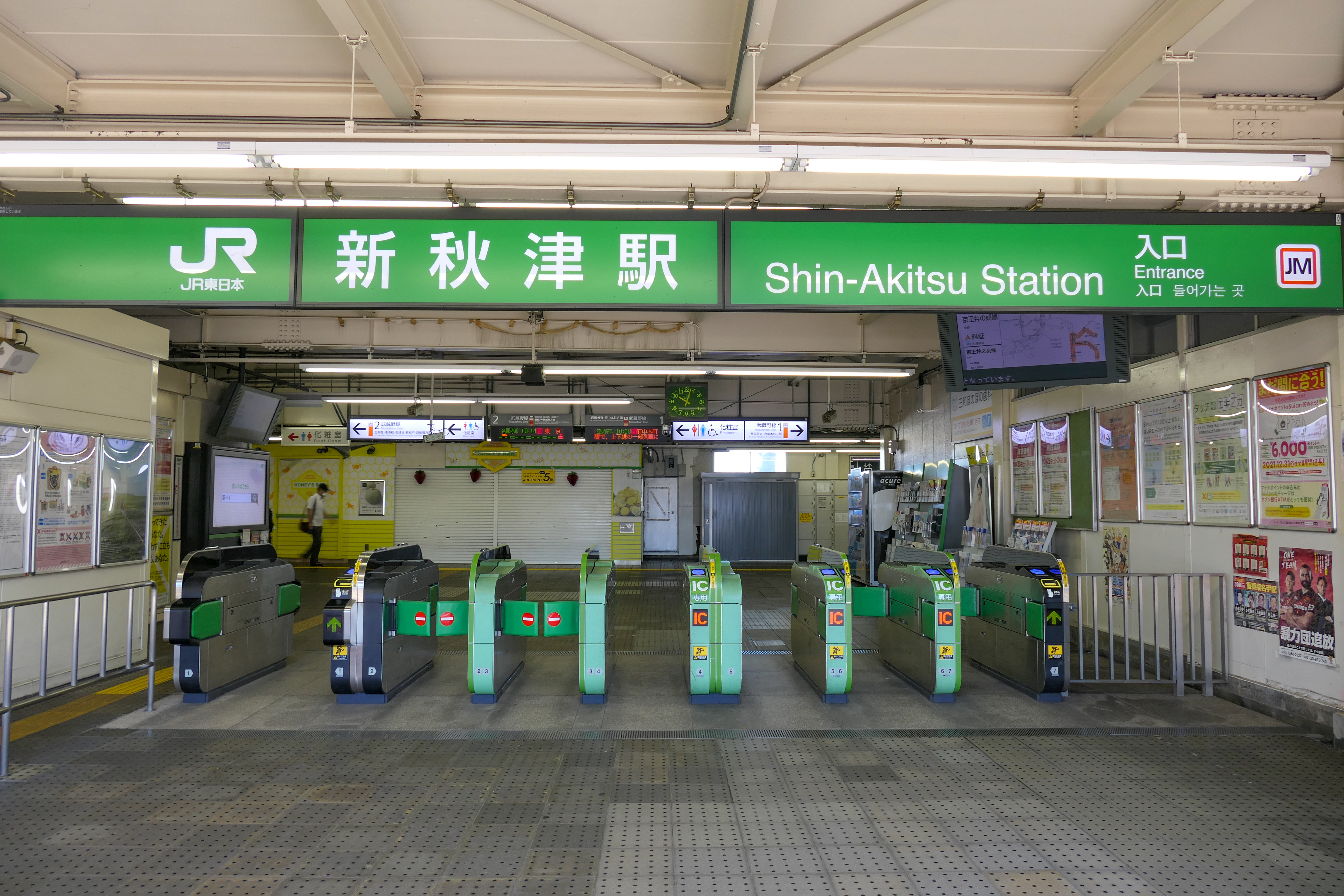
改札口（2021年10月）
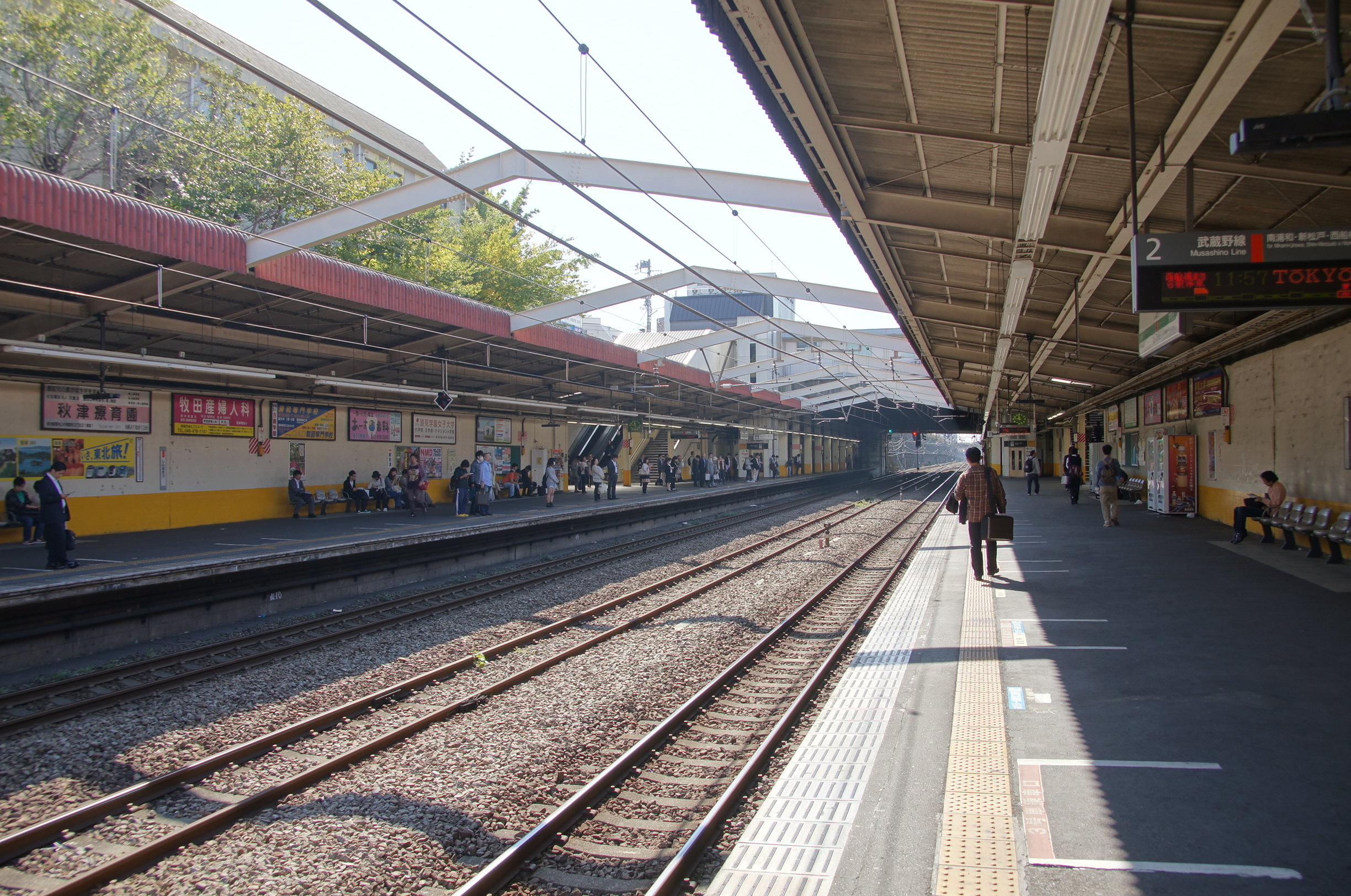
ホーム（2012年10月）

### 特記事項
構内から西武池袋線所沢駅方面への連絡線が延びている。これは、1976年（昭和51年）に武蔵野南線が開業した際に敷設されたもので、従来池袋線池袋駅と国分寺線国分寺駅で行われていた日本国有鉄道（国鉄） - 西武鉄道間の貨車中継はこの連絡線を使って当駅で実施されることになった。西武池袋線が貨物取扱を廃止してからは、新車搬入と地方私鉄への譲渡車両輸送や改修工事で車両メーカーへ輸送される際に使用されている。なお、他の西武線とつながっていない多摩川線使用車両の武蔵丘車両検修場における検査入出場は西武鉄道との連絡線を介し、甲種輸送で八王子駅経由で武蔵境駅へと向かうルートで輸送される。
上記の側線のほか、JR東日本八王子支社の運転業務従事者定期訓練のための訓練センターが府中本町寄りに設置されており、209系を改造した訓練車1編成2両（オレンジ色の帯、車籍なし）が訓練センター構内の踏切付近に停車している。
なお、従来使用されていた105系改造の訓練車は、209系改造訓練車と入れ替わるように長野総合車両センターへ甲種輸送されている。クモヤ143-18（車籍なし）についても105系改造訓練車と同様に長野総合車両センターへ甲種輸送された。

### 配線図
| | ↑ 西武池袋線 所沢・ 小手指・入間市・飯能方面        |                                                            |
| ← 武蔵野線 西国分寺・ 府中本町 方面 | JR東日本 新秋津駅 ・ 西武 秋津駅 付近の鉄道配線略図 | → 武蔵野線 武蔵浦和・新松戸・ 西船橋・海浜幕張 ・東京 方面 |
| | ↓ 西武池袋線 練馬・ 池袋・小竹向原 方面             |                                                            |
| 凡例 出典:以下を参考に作成。 * 高橋政士、「図-4 新秋津ジャンクション」、「東京外環状線ジャンクション」、電気車研究会、『鉄道ピクトリアル』、 通巻第808号（第58巻第9号）2008年9月号、49頁。 * 「西武鉄道 配線略図（2001年12月15日現在）」、電気車研究会、『鉄道ピクトリアル』、通巻第716号 2002年4月 臨時増刊号「特集 - 西武鉄道」、巻末折込。 |                                                     |                                                            |

## 西武鉄道秋津駅との乗換

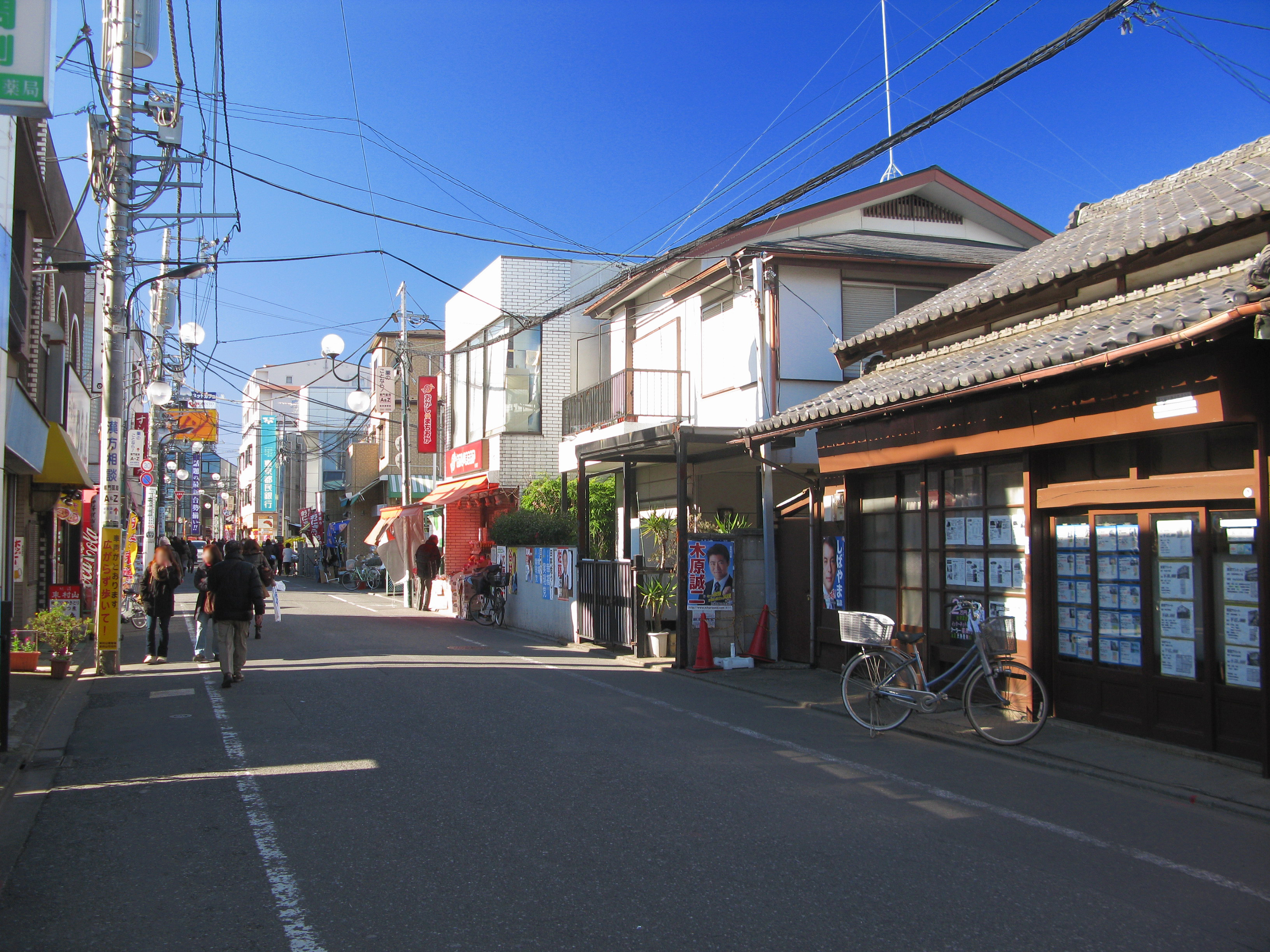
新秋津駅と秋津駅の間にある商店街

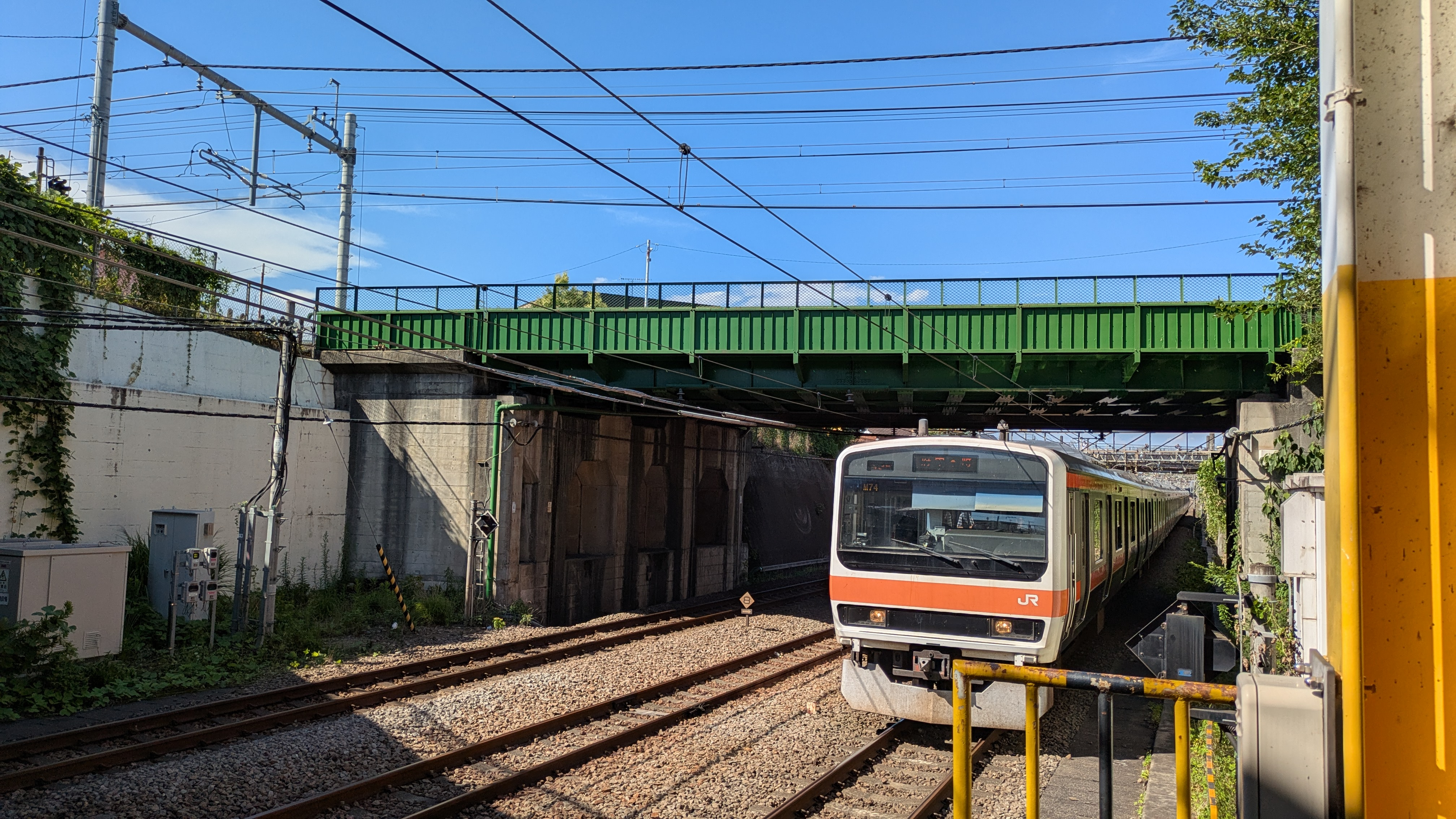
新秋津駅のホーム端上空を、西武鉄道線路が交差する構成となる。(2025年7月)

当駅は西武池袋線秋津駅との乗換駅となっている。しかし、秋津駅へは徒歩約5分 (400m) と距離がある上、同線の急行などは通過するため路線同士の接続も良いとはいえず、乗換駅としては不便な点が多い。
池袋線と武蔵野線は秋津駅西側で交差し、秋津駅所沢駅方面側のホーム端と新秋津駅の東所沢駅方面側ホーム端の間の距離は150mほどであり、特段連絡通路の設置に障害となる地形や建造物もないが、武蔵野線建設後、新秋津駅開業から現在に至るも連絡通路の設置はなされていない。
これは地元商店街が商店街を経由しない連絡通路の建設に反対していることによるものとされ、これに対しては乗り換え利用者からは批判が多い。かつて新小平駅が水没し、武蔵野線が一部区間で長期不通となった際、連絡通路を仮設する案も出たが、これも商店街の反対で実現しなかった。雨天時は、駅間にアーケードがないために傘がないとずぶ濡れになる。この点に関して利用者より「両駅間の直結連絡通路を希望する大きな理由」であるとの意見・要望が相次いだため、一時期地元自治会により『親切傘』と称したレンタル傘の設置がなされたが、持ち去る被害が相次いだため、やむなく中止された。なお、乗り換え先の西武鉄道では、2020年に「アイカサ」のレンタルサービスを開始しているが、秋津駅まで立ち寄る必要がある。
2008年（平成20年）3月15日より、秋津駅との連絡定期券が発売可能となった。

## 利用状況
2023年度（令和5年度）の1日平均乗車人員は36,290人である。武蔵野線では西船橋駅、南越谷駅、北朝霞駅、南浦和駅、武蔵浦和駅に次ぐ第6位である。
開業以後の1日平均乗車人員の推移は以下の通り。
| 年度               | 1日平均 乗車人員 | 出典     |
| ------------------ | ---------------- | -------- |
| 1973年（昭和48年） | 4,070            | [ * 1 ]  |
| 1974年（昭和49年） | 6,300            | [ * 2 ]  |
| 1975年（昭和50年） | 7,606            | [ * 3 ]  |
| 1976年（昭和51年） | 8,406            | [ * 4 ]  |
| 1977年（昭和52年） | 9,113            | [ * 5 ]  |
| 1978年（昭和53年） | 9,757            | [ * 6 ]  |
| 1979年（昭和54年） | 10,266           | [ * 7 ]  |
| 1980年（昭和55年） | 11,076           | [ * 8 ]  |
| 1981年（昭和56年） | 10,431           | [ * 9 ]  |
| 1982年（昭和57年） | 10,811           | [ * 10 ] |
| 1983年（昭和58年） | 10,929           | [ * 11 ] |
| 1984年（昭和59年） | 11,058           | [ * 12 ] |
| 1985年（昭和60年） | 12,811           | [ * 13 ] |
| 1986年（昭和61年） | 14,847           | [ * 14 ] |
| 1987年（昭和62年） | 15,891           | [ * 15 ] |
| 1988年（昭和63年） | 18,493           | [ * 16 ] |
| 1989年（平成元年） | 21,360           | [ * 17 ] |
| 1990年（平成02年） | 25,726           | [ * 18 ] |
| 1991年（平成03年） | 25,182           | [ * 19 ] |
| 1992年（平成04年） | 28,222           | [ * 20 ] |
| 1993年（平成05年） | 30,196           | [ * 21 ] |
| 1994年（平成06年） | 31,751           | [ * 22 ] |
| 1995年（平成07年） | 32,561           | [ * 23 ] |
| 1996年（平成08年） | 32,779           | [ * 24 ] |
| 1997年（平成09年） | 32,518           | [ * 25 ] |
| 1998年（平成10年） | 32,421           | [ * 26 ] |
| 1999年（平成11年） | 32,559           | [ * 27 ] |
| 2000年（平成12年） | 32,754           | [ * 28 ] |
| 2001年（平成13年） | 32,974           | [ * 29 ] |
| 2002年（平成14年） | 33,469           | [ * 30 ] |
| 2003年（平成15年） | 34,155           | [ * 31 ] |
| 2004年（平成16年） | 34,709           | [ * 32 ] |
| 2005年（平成17年） | 35,016           | [ * 33 ] |
| 2006年（平成18年） | 35,405           | [ * 34 ] |
| 2007年（平成19年） | 35,594           | [ * 35 ] |
| 2008年（平成20年） | 36,505           | [ * 36 ] |
| 2009年（平成21年） | 36,610           | [ * 37 ] |
| 2010年（平成22年） | 36,616           | [ * 38 ] |
| 2011年（平成23年） | 36,928           | [ * 39 ] |
| 2012年（平成24年） | 37,403           | [ * 40 ] |
| 2013年（平成25年） | 37,776           | [ * 41 ] |
| 2014年（平成26年） | 37,303           | [ * 42 ] |
| 2015年（平成27年） | 38,289           | [ * 43 ] |
| 2016年（平成28年） | 38,583           | [ * 44 ] |
| 2017年（平成29年） | 38,860           | [ * 45 ] |
| 2018年（平成30年） | 38,910           | [ * 46 ] |
| 2019年（令和元年） | 39,069           | [ * 47 ] |
| 2020年（令和02年） | 29,240           |          |
| 2021年（令和03年） | 32,134           |          |
| 2022年（令和04年） | 34,954           |          |
| 2023年（令和05年） | 36,290           |          |

## 駅周辺
西武池袋線秋津駅までの間に飲食店やコンビニエンスストアなどが立地する商店街がある。東京都東村山市、清瀬市と埼玉県所沢市の行政区画が混在する地域である。
- タクシー乗り場

郵便局・金融機関
- 新秋津駅前郵便局
- きらぼし銀行秋津支店
- 多摩信用金庫秋津支店
- 青梅信用金庫秋津支店

学校
- 明治薬科大学
- 東星学園
  - 東星学園中学校・高等学校
  - 東星学園小学校
- 東村山市立秋津東小学校

道路
- 東京都道・埼玉県道4号東京所沢線 通称：所沢街道
- 埼玉県道・東京都道40号さいたま東村山線 通称：志木街道

その他
- トトロの森17号地 (淵の森)
- 秋津神社
- 国立療養所多磨全生園（バス利用）
- 国立ハンセン病資料館（旧高松宮記念ハンセン病資料館）

## バス路線
「新秋津駅」停留所にて、以下の路線バスが発着する。
西武バス
- 久11-1・深夜バス：所沢駅東口行
- 久11-1・久11-2：久米川駅行
- 臨時 西武園競輪場行（無料送迎バス・西武バスが運行）

東村山市コミュニティバス「グリーンバス」
- 東村山駅東口行

東村山市福祉バス
- 憩いの家行（特定者のみ利用可）

## その他
- 当駅は東村山市内に唯一存在するJR線の駅である。
- 「あっきー」という駅マスコットキャラクターがおり[17]、2007年12月8日より新秋津駅宣伝係長として観光案内ポスターに描かれていた。2009年9月に駅を去る旨の告知ポスターが掲示された[18]が、その後も長年みどりの窓口のシャッターには描かれたまま、窓口の営業時間外にはその姿を見ることができた。だが2015年4月、このシャッターからも「あっきー」は姿を消したが、2016年2月14日に2代目宣伝係長のあっきーjr.が就任。現在は駅構内に掲示されているポスターで見られる。
- 次の1駅先にある東所沢駅止まりで、終着ホームが上りの2番線となる列車については、階段・エスカレーターなどの移動を伴うために当駅での乗り換えを促す放送が流される。
- 近年武蔵野線ではステーションカラーを導入しており、当駅は西武池袋線との乗換駅でもあることから黄色になっている。
- 駅利用客の増加に合わせて、駐輪場の整備が進められている。これは秋津駅も同様。

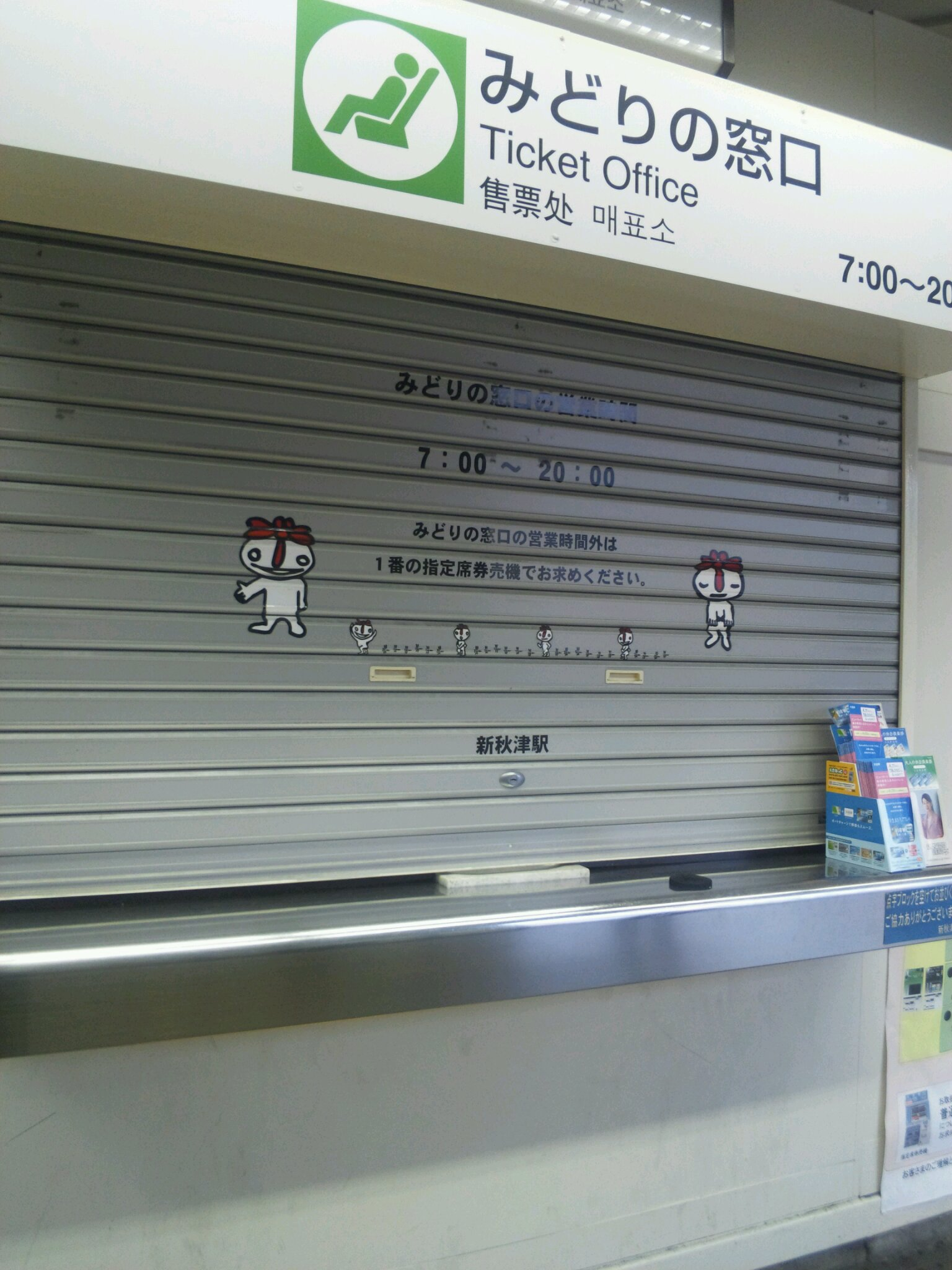
新秋津駅みどりの窓口。長年シャッターには駅マスコット「あっきー」が描かれていたが、2015年4月にその姿を一時的に消した。
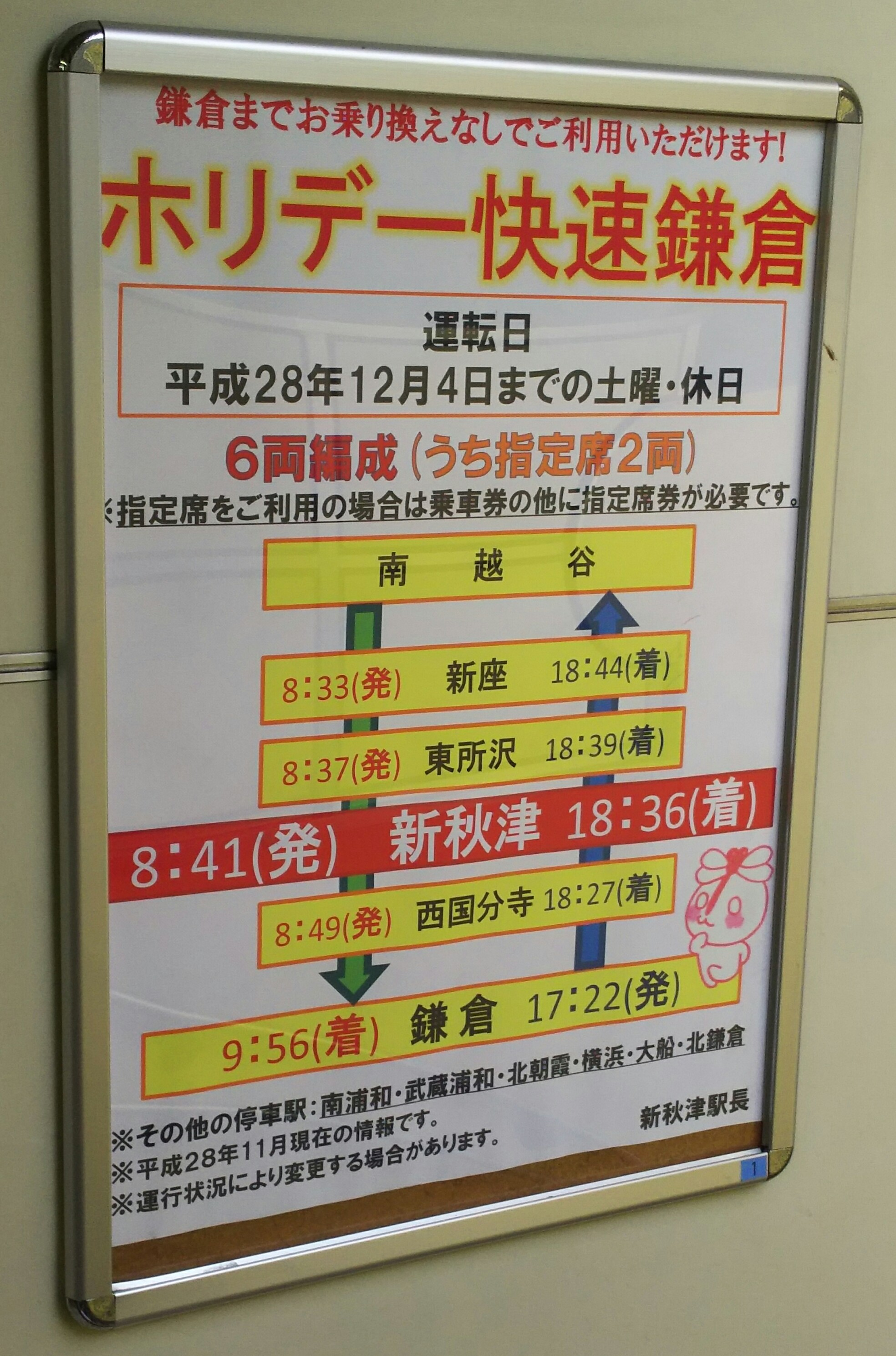
2016年2月に復活した2代目のあっきー。時折このようなポスターに登場してくる。（2016年11月）

## 隣の駅
東日本旅客鉄道（JR東日本）
 武蔵野線
東所沢駅 (JM 30) - 新秋津駅 (JM 31) - 新小平駅 (JM 32)
- 特急「鎌倉」停車駅

### 記事本文